# 859 Bouzareah
859 Bouzareah је астероид. Приближан пречник астероида је 73,97 , 
а средња удаљеност астероида од Сунца износи 3,227 астрономских јединица (АЈ). 
Инклинација (нагиб) орбите у односу на раван еклиптике је 13,510 степени, а орбитални период износи 2117,377 дана (5,797 година). Ексцентрицитет орбите астероида износи 0,105. 
Апсолутна магнитуда астероида износи 9,60 а геометријски албедо 0,046.
Астероид је откривен 2. октобра 1916. године.